# (2641) Lipschutz
(2641) Lipschutz (1949 GJ) est un astéroïde de la ceinture principale, découvert le 4 avril 1949 à l'observatoire Goethe Link près de Brooklyn, dans l'Indiana. Il a une magnitude absolue de 12,7.